# Gustav Pietsch
Gustav Pietsch (ur. 1893 w Ueckermünde, zm. 1975) – niemiecki żołnierz, kapitan, polityk związany z Wolnym Miastem Gdańsk.

## Życiorys
Pietsch urodził się w Ueckermünde na Pomorzu. W okresie I wojny światowej służył w niemieckiej marynarce wojennej na trałowcu i na eskortowcu U-boota. Od 1919 roku pracował w gdańskim porcie.
W 1918 roku ożenił się z Gertrude Behnke z Jelitkowa, gdzie wkrótce z nią zamieszkał. W latach 20. Pietsch pracował jako kapitan na statkach transportowych i rybackich; należał do Niemieckiego Związku Oficerów Marynarki Handlowej i Związku Weteranów, blisko związanego z Niemiecką Narodową Partią Ludową (DNVP). Jego żona działała w sekcji kobiecej Związku Weteranów.
W 1932 roku związek oficerów przyłączył się do NSDAP, wobec której Pietsch był w opozycji. Wobec połączenia związku z nazistami opuścił go. W 1933 roku naziści dołączyli do rządu Wolnego Miasta i wprowadzili kilka antyżydowskich praw, m.in. zmuszono Związek Weteranów do wykluczenia Żydów. Pietsch, który został w tym okresie przywódcą gdańskiej części Związku Weteranów sprzeciwiał się dyskryminacji Żydów, co doprowadziło do jego aresztowania. W 1935 roku Pietsch zorganizował 150 nieżydowskich weteranów w grupę chroniącą gdańską synagogę.
Jego antynazistowska postawa sprowadziła na jego działalność gospodarczą bojkot, w związku z czym jego żona otworzyła sklep cukierniczy w Oliwie w celu zabezpieczenia finansowego rodziny. Sklep także był bojkotowany, a w 1935 roku władze nakazały jego zamknięcie. Pietsch był zmuszony pracować jako instruktor nurkowania i instruktor w żydowskiej szkole rybackiej w polskiej Gdyni. Łącznie przeszkolił kilkuset Żydów oraz zorganizował emigrację ok. 400 z nich do Palestyny. W 1935 roku założył tygodnik „Feldgrauer Alarm” i wystartował w wyborach do Volkstagu jako kandydat niezależny, współpracował wówczas z kandydatami Białej Listy, grupującej kandydatów dawnej DNVP.
Kilkukrotnie był atakowany przez nazistowskie bojówki i kilka razy raniony, gdy usiłowano wepchnąć go pod tramwaj. 12 czerwca 1936 roku bojówka SA napadła na wiec Pietscha, 60 osób zostało rannych, a sam Pietsch aresztowany na kilka tygodni.
24 grudnia 1938 roku Pietsch zdecydował o emigracji z Gdańska, z pomocą Żydów wyjechał do Palestyny, gdzie założył osadę Neve Yam i kontynuował pracę jako instruktor. Po wybuchu II wojny światowej został aresztowany przez Brytyjczyków jako Niemiec, ale zwolniono go jeszcze w lutym 1940 roku.
W 1952 roku Pietsch został kapitanem portu Ejlat. Do Niemiec powrócił w 1958 roku, w 1961 roku został uhonorowany przez Senat Berlina. Ponownie wyemigrował z Niemiec. Wyjechał do Australii, gdzie żyła jego córka. Zmarł w 1975 roku